# Роко Пркачин
Роко Пркачин (Загреб, 26. новембар 2002) хрватски је кошаркаш. Игра на позицији крилног центра, а тренутно наступа за Нантер 92. Син је Николе Пркачина, некадашњег хрватског кошаркаша.

## Каријера

### Клупска
Цибона је у августу 2018. године проследила Пркачина на једногодишњу позајмицу загребачком клубу Рудеш, тадашњем друголигашу. Пркачин је тамо приказивао добре партије, те га је Цибона већ почетком јануара 2019. вратила са позајмице и прикључила свом првом тиму. У јулу 2022. потписао је уговор на три године са Ђироном. Ипак, већ следећег лета прешао је у Гран Канарију, где се такође задржао једну сезону. Од лета 2024. игра за Нантер 92.

### Репрезентативна
Пркачин је предводио кадетску репрезентацију Хрватске до златне медаље на Европском првенству 2018. године. Изабран је за најкориснијег играча тог издања првенства.
За сениорску репрезентацију Хрватске по први пут је заиграо 27. новембра 2020. у Истанбулу, на мечу против Турске, који се играо у оквиру квалификација за Европско првенство 2022. године.

## Успеси

### Клупски
- Цибона:
  - Јуниорска Јадранска лига (1): 2018/19.
  - Првенство Хрватске (1): 2018/19, 2021/22.
  - Куп Хрватске (1): 2022.

### Репрезентативни
- Европско првенство до 16 година:  2018.

### Појединачни
- Најкориснији играч Јуниорске Јадранске лиге (1): 2018/19.
- Најкориснији играч Европског првенства до 16 година (1): 2018.